# Ecolo
Ecolo este un partid politic ecologist belgian. Acesta activează în Valonia, Regiunea Capitalei Bruxelles și Comunitatea Germană din Belgia.
Partidul echivalent din Flandra este Groen, iar cele două formațiunii politice mențin relații strânse de colaborare. 

## Nume
Ecolo este, de fapt, în mod oficial, un acronim ce reprezintă Écologistes Confédérés pour l'organisation de luttes originales (Confederația Ecologiștilor pentru Organziarea Luptelor Originale). Cu toate acestea, denumirea reprezintă în prezent doar o prescurtare pentru écologistes (ecologiști în limba franceză).

## Istorie
Ecolo a făcut parte în 1999 din Guvernul Guy Verhofstadt I, dar s-a retras din coaliție înaintea alegerilor generale din 2003. Această mișcare a fost extrem de costisitoare, având în vedere că Ecolo a pierdut 14 mandate în fața Partidului Socialist. După aceea, a reușit să revină în 2007, oținând 8 mandate de deputați în Camera Reprezentanților și 2 în Senat.

## Rezultate electorale

### Parlamentul Federal (Camera Reprezentanților și Senat)
| An   | Camera Reprezentanților | Camera Reprezentanților         | Camera Reprezentanților | Camera Reprezentanților | Camera Reprezentanților | Guvern                                                                                          | Senat   | Senat                           | Senat | Senat   | Senat | Senat | Senat | Senat |
| An   | Voturi                  | Număr total de voturi exprimate | %                       | Mandate                 | +/–                     | Guvern                                                                                          | Voturi  | Număr total de voturi exprimate | %     | Mandate | +/–   |       |       |       |
| 1981 | 132.312                 | 6.025.027                       | 2,20                    | 2 / 212                 | ▲ 2                     | în opoziție                                                                                     | 153.989 | 5.968.429                       | 2,58  | 3 / 106 |       |       |       |       |
| 1985 | 152.483                 | 6.064.260                       | 2,51                    | 5 / 212                 | ▲ 3                     | în opoziție                                                                                     | 163.361 | 5.994.431                       | 2,73  | 2 / 106 | ▼ 1   |       |       |       |
| 1987 | 157.988                 | 6.145.207                       | 2,57                    | 3 / 212                 | ▼ 2                     | în opoziție                                                                                     | 168.491 | 6.092.168                       | 2,77  | 2 / 106 | ▬     |       |       |       |
| 1991 | 312.624                 | 6.162.160                       | 5,07                    | 10 / 212                | ▲ 7                     | în opoziție Guvernul Dehaene I (1992–95)                                                        | 323.683 | 6.117.614                       | 5,29  | 6 / 106 | ▲ 4   |       |       |       |
| 1995 | 243.362                 | 6.072.051                       | 4,01                    | 6 / 150                 | ▼ 4                     | în opoziție Guvernul Dehaene II (1995–99)                                                       | 258.635 | 5.992.325                       | 4,32  | 2 / 106 | ▼ 4   |       |       |       |
| 1999 | 457.281                 | 6.214.074                       | 7,36                    | 11 / 150                | ▲ 5                     | Guvernul Verhofstadt I                                                                          | 458.658 | 6.194.371                       | 7,40  | 3 / 40  | ▲ 1   |       |       |       |
| 2003 | 201.118                 | 6.572.189                       | 3,06                    | 4 / 150                 | ▼ 7                     | în opoziție Guvernul Verhofstadt                                                                | 208.868 | 6.551.511                       | 3,19  | 1 / 40  | ▼ 2   |       |       |       |
| 2007 | 340.378                 | 6.671.360                       | 5,10                    | 8 / 150                 | ▲ 4                     | în opoziție Guvernul Verhofstadt III Guvernul Leterme I Guvernul Van Rompuy Guvernul Leterme II | 385.466 | 6.628.127                       | 5,8   | 2 / 40  | ▲ 1   |       |       |       |
| 2010 | 313.047                 | 6.527.367                       | 4,80                    | 8 / 150                 | ▬                       | în opoziție Guvernul Di Rupo                                                                    | 353.111 | 6.469.304                       | 5,5   | 2 / 40  | ▬     |       |       |       |
| 2014 | 222.524                 | 6.744.547                       | 3,30                    | 6 / 150                 | ▼ 2                     | în opoziție Guvernul Michel I                                                                   |         |                                 |       |         |       |       |       |       |
| 2019 | 416.452                 | 6.780.538                       | 6,14                    | 13 / 150                | ▲ 7                     | în opoziție                                                                                     |         |                                 |       |         |       |       |       |       |

## Legături externe
- Site oficial